# Janus (Schiff, 1939)
HMS Janus (F53) war ein britischer Zerstörer der J-Klasse. Der im August 1939 kurz vor Ausbruch des Zweiten Weltkriegs in Dienst gestellte Zerstörer wurde im Krieg mit den Battle Honours Atlantic 1939, Norway 1940, Calabria 1940, Libya 1940, Mediterranean 1940–44, Matapan 1941, Sfax 1941, Malta Convoys 1941, Adriatic 1944 und Anzio 1944 ausgezeichnet.
Als der Zerstörer vor Anzio den alliierten Landungstruppen Artillerieunterstützung gab, wurde er am 23. Januar 1944 von der deutschen Luftwaffe versenkt.

## Geschichte
HMS Janus wurde am 29. September 1937 bei Swan Hunter & Wigham Richardson in Wallsend-on-Tyne auf Kiel gelegt, am 10. November 1938 vom Stapel gelassen und am 5. August 1939 in Dienst gestellt. Der Zerstörer war das achte Schiff der Royal Navy, das den Namen des römischen Gottes Janus führte. Zuletzt hatte den Namen ein 275-t-Zerstörer, Typschiff einer Gruppe von drei bei Palmers gebauten Booten, von 1895 bis 1914 geführt, der 1913 in die A-Klasse eingeordnet wurde. Dieses Schiff hatte bei seiner Meilenfahrt 1895 über 28 Knoten erreicht und galt für eine Weile als schnellster Zerstörer der Welt.

### Einsatzgeschichte
Nach der Indienststellung wurde die neue Janus der 7. Zerstörerflottille der Home Fleet zugeteilt. Von September 1939 bis Mai 1940 patrouillierte sie in der Nordsee, begleitete Konvois und größere Einheiten und machte Jagd auf feindliche Minenleger. Im April 1940 nahm sie an Einsätzen vor Norwegen im Kampf gegen die deutsche Besetzung teil. So sicherte Janus mit den Zerstörern Kipling, Juno und Hereward den Schweren Kreuzer Suffolk, als dieser am Morgen des 17. April 1940 den von den Deutschen genutzten Seefliegerhorst Stavanger (Operation Duck) beschoss. Die dortigen Anlagen wurden schwer beschädigt und vier Seeflugzeuge zerstört. Bei Angriffen der II./KG.30 auf den zurückmarschierenden Verband erhielt die Suffolk schwere Bombentreffer und konnte nur mühsam mit überflutetem Achterdeck nach Scapa Flow zurücklaufen, auch die Kipling wurde beschädigt. Am 30. April muss die Janus bei der Evakuierung alliierter Truppen aus Namsos die von Ju-87-Stukas der I./StG. 1 schwer getroffene Sloop Bittern versenken, um sie nicht in die Hände der Deutschen fallen zu lassen.

Ab dem 11. Mai diente der Zerstörer nach dem Beginn der deutschen West-Offensive in der südlichen Nordsee. Sie lief zweimal Hoek van Holland zur Evakuierung alliierten Personals an und nahm auf der ersten Rückfahrt den durch Luftangriffe schwer beschädigten Zerstörer Versatile in Schlepp, der auch evakuierte Soldaten an Bord hatte.
Am 17. Mai lief die Janus wegen des erwarteten baldigen Kriegsbeitritts Italiens von Plymouth ins Mittelmeer aus, um sich der 14. Zerstörerflottille in Alexandria anzuschließen. Sie diente anfangs als Flottillenführer, da die Jervis wegen einer Reparatur nach einer Kollision erst zum Monatsende ins Mittelmeer folgte. Mit drei weiteren Zerstörern begleitete die Janus am 12. Juni die Kreuzer Liverpool und Glouchester zu einer Beschießung von Tobruk, bei der nur ein Hilfsminensucher versenkt wurde. Der alte Panzerkreuzer San Georgio erwiderte das Feuer der britischen Kreuzer. Anschließend beteiligte der Zerstörer an der Suche nach feindlichen U-Booten, die am 12. Juni den leichten Kreuzer Calypso südlich von Kreta versenkt hatten.
Am 7. Juli nahm der Zerstörer mit dem Kreuzer Capetown und den Zerstörern Ilex, Imperial und Juno erneut an einer Beschießung teil. Im Hafen von Bardia wurden ein kleiner Dampfer und ein Motorsegler versenkt. Am 9. Juli 1940 folgte die erste Begegnung der feindlichen Flotten in der Seeschlacht bei Punta Stilo, an der Janus neben neun anderen Zerstörer, darunter das Schwesterschiff Juno, in der Kampfgruppe C um die Schlachtschiffe Malaya und Royal Sovereign sowie dem Flugzeugträger Eagle beteiligt war; der Verband griff aber nur mit den Flugzeugen der Eagle in das Gefecht ein, da die Italiener sich zurückzogen. Im August folgte ein Einsatz mit der Mediterranean Fleet zur Sicherung des Versorgungskonvoi MF.2 von Alexandria nach Malta, bei dem die Janus von italienischen Ju-87-Stukas erfolglos angegriffen wurde. Im September beschoss der Zerstörer mit der Juno dann Stellungen der vormarschierenden Italiener bei Sidi Barrani.

Anfang Oktober sicherte die Mittelmeerflotte den Versorgungskonvoi MF.3 nach Malta. Janus gehörte mit Jervis und Juno zum Flottenverband, nahm aber nicht an dem sich daraus entwickelnden Angriff der Illustrious auf die italienische Flotte in Tarent teil. Am 26. November sichert sie mit den Kreuzern Gloucester und Glasgow sowie den Zerstörern Juno, Nubian und Mohawk einen weiteren Angriff des Trägers gegen Port Laki auf Leros.

Im Dezember folgten Unterstützungseinsätze an der nordafrikanischen Küste für die vorrückende britische Armee zusammen mit Jervis und Nubian. Mit Jervis und Hereward sicherte der Zerstörer am 13./14. Dezember den Rückmarsch des Kreuzers Coventry nach einem Torpedotreffer nach Alexandria; wegen des Torpedotreffers im Vorschiff musste der Kreuzer rückwärts laufen. Anschließend an die Sicherung des Versorgungskonvois MF.5 nach Malta stießen die Kreuzer Orion, Ajax, Sydney mit den Zerstörern Janus, Jervis und Juno in der Otranto-Straße erfolglos bis auf die Linie Bari/Durazzo vor.
Der Jahresabschluss brachte der Janus noch eine traurige Aufgabe. Der Zerstörer Hyperion, der an der Sicherung des Austausches von Flotteneinheiten zwischen dem westlichen und dem östlichen Mittelmeer beteiligt war, lief in der Nacht vom 21. zum 22. Dezember nahe Pantelleria auf eine Mine und wurde schwer beschädigt. Schleppversuche des Zerstörers Ilex scheiterten und er übernahm die Besatzung des bewegungsunfähigen Zerstörers. Die Janus erhielt erneut den Auftrag, ein eigenes Schiff zu versenken, um es nicht in die Hände der Feinde fallen zulassen. Sie versenkte die Hyperion am frühen Morgen des 22. mit einem Torpedo.
Vom 20. bis 22. Januar verlegte Janus mit den Zerstörern Jervis, Juno und Greyhound in Höchstfahrt von Alexandria über die Suda-Bucht nach Malta, um den schwerbeschädigten Flugzeugträger Illustrious von dort vom 23. bis 25. nach Alexandria zu begleiten, nachdem das Arsenal Malta die Schäden behelfsmäßig so weit behoben hatte, dass der Träger 24 kn laufen und wieder gesteuert werden konnte.

Ende März 1941 war die Janus vor der Küste des Peloponnes in die Schlacht bei Kap Matapan verwickelt. Sie bildete mit Jervis, Mohawk und Nubian die Sicherung der britischen „Force A“ unter Admiral Andrew Cunningham mit den Schlachtschiffen Warspite, Barham und Valiant sowie dem Flugzeugträger Formidable. Die italienische Flotte verlor in dieser Schlacht drei Schwere Kreuzer und zwei Zerstörer.

Am Abend des 16. April gelang der auf Malta stationierten „Force K“ unter Captain Mack mit den Zerstörern Jervis, Nubian, Mohawk und Janus die vollständige Vernichtung eines Geleitzuges für das deutsche Afrika-Korps bei der Insel Kerkenah (Gefecht bei Sfax). Zum Geleit gehörten die deutschen Frachter Adana (4205 BRT), Aegina (2447 BRT), Arta (2452 BRT) und Iserlohn (3704 BRT) sowie das italienische Munitionsschiff Sabaudia (1590 BRT), die von den italienischen Zerstörern Baleno, Lampo der Folgore-Klasse (1932) (1240 ts, vier 120-mm-Geschütze) und der Luca Tarigo der Navigatori-Klasse (1900 ts, sechs 120-mm-Geschütze) gesichert wurden. Der bereits schwerbeschädigten Tarigo gelang es, die Mohawk durch Torpedotreffer zu versenken. Wie schon im Nachtgefecht bei Kap Matapan gab den britischen Schiffen ihre Radarausrüstung den entscheidenden Vorteil. Am folgenden Tag konnten vier italienische Zerstörer, sieben Torpedoboote und zwei Lazarettschiffe sowie Seenotflugzeuge von den rund 3000 Schiffbrüchigen noch 1248 retten.

Anfang Mai war die Janus im Verband der Mittelmeerflotte an der Operation Tiger beteiligt, mit der von Gibraltar und Alexandria gleichzeitig Versorgungskonvois nach Malta geleitet werden sollten. Ab dem 20. Mai begann dann für die Flotte die Reaktion auf die deutsche Landung auf Kreta (Unternehmen Merkur). Im Verband der „Force D“ mit den Kreuzern Dido, Orion und Ajax sowie den Zerstörern Kimberley, Hasty und Hereward war die Janus am Angriff auf eine deutsche Motorseglerstaffel 18 sm nördlich von Chania beteiligt. Trotz des tapferen Einsatzes de begleitenden italienischen Torpedoboots Lupo wurde der Geleitzug versprengt und die Hälfte der deutschen Schiffe versenkt. Der Zerstörer wurde am 29. Mai auch zur Evakuierung britischer Truppen von Kreta eingesetzt.

Im Juni gehörte die Janus zu dem Teil der Mittelmeerflotte, der die Eroberung Syriens durch australische, indische und frei-französische Truppen unterstützen sollte. Am 9. Juni 1941 beschossen die Vichy-treuen Großzerstörer Valmy und Guépard australische Heereseinheiten an der syrischen Küste und es kam zu einem Seegefecht mit der Janus vor Sidon, die fünf schwere Treffer erhielt. Als Jackal, Isis und Hotspur erschienen, drehten die französischen Schiffe ab und liefen zurück nach Beirut. Im Gefecht starben dreizehn Mann des Zerstörers und weitere dreizehn wurden schwer verwundet. Durch Treffer in der Brücke und im Kesselraum war die Janus nicht mehr einsatzfähig und musste von der Kimberley nach Haifa geschleppt werden, wo erste Notreparaturen erfolgten. Mitte des Monats wurde der Zerstörer weiter nach Suez geschleppt. Die endgültige Reparatur sollte dann in Simonstown erfolgen, wo das Schiff über Mombasa und Durban am 21. Juli 1941 eintraf.
Erst Mitte April 1942 kehrte der Zerstörer zur Mittelmeerflotte zurück und erlitt dann Anfang Juni einen Minentreffer, der zu erheblichen Schäden führte, die vor Ort nicht beseitigt werden konnten. Erst Ende November begann dann die Reise des Schiffes durch den Indischen Ozean um Afrika nach Großbritannien, wo das Schiff erst am 30. Januar 1943 am Tyne eintraf. Im August trat die Janus dann zur Home Fleet, um mit neuer Besatzung eingefahren zu werden. Ab dem 14. Oktober 1943 begleitete sie von Scapa Flow das Schlachtschiff Anson zusammen mit den Zerstörern der neuen V-Klasse Hardy und Vigilant sowie den kanadischen Tribal-Zerstörern Haida und Iroquis nach Spitzbergen, um die dortige Garnison auszutauschen. Nach diesem Einsatz verlegte der Zerstörer nach Plymouth, wo auf der Marinewerft die Rohre seiner Hauptartillerie getauscht wurden und noch eine moderne Huff-Duff-Anlage eingebaut wurde, ehe er im Dezember wieder ins Mittelmeer verlegte.
Am 27. Dezember 1943 traf die Janus zusammen mit der Jervis in Brindisi ein, um künftig in der Adria eingesetzt zu werden. Nach drei Artillerieeinsätzen gegen Küstenziele an der italienischen Adriaküste verlegte das Schiff schon am 6. Januar 1944 auf die andere Seite des italienischen Stiefels, um die Landung der Alliierten bei Anzio zu unterstützen.

### Das Ende derJanus
Am 23. Januar 1944, während der Operation Shingle, wurde sie beim Luftangriff einer deutschen He-111 des Kampfgeschwaders 100 von einer Fritz-X-Lenkbombe getroffen und sank vor dem Brückenkopf bei Anzio südlich von Rom auf der Position 41° 26′ N, 12° 38′ O. Nur 80 Besatzungsmitglieder überlebten. Nach anderen Quellen wurde sie durch eine Henschel-Gleitbombe oder einen konventionellen Torpedo versenkt.

## Bewaffnung
Die Bewaffnung bestand aus sechs 120-mm-Kanonen in Doppellafetten Mk XII zum Einsatz gegen See- und Luftziele (zwei Türme vor der Brücke, der hintere in überhöhter Position; eine Lafette auf einer Plattform hinten). Als Flakbewaffnung besaß der Zerstörer ein 2-Pfünder-Vierlingsgeschütz Mk VIII auf einer Plattform hinter dem Schornstein sowie acht 0,5-inch-(12,7-mm)-Fla-MG. Zehn Torpedorohre in zwei Sätzen von je fünf Rohren komplettierten die Bewaffnung.